# Юлиуш Словацки
Ю̀лиуш Слова̀цки (на полски: Juliusz Słowacki) е полски поет и драматург. Наред с Адам Мицкевич и Зигмунт Крашински, той е смятан за един от основните представители на романтизма в полската литература.
Всяка литературна епоха остава в паметта на поколенията с имената на най-забележителните си представители. Едно от тези имена за епохата на полския романтизъм е Юлиуш Словацки. В своя сравнително кратък живот той оставя богато творчество, което минава през различни етапи, свързани с духовното и идейно развитие на поета романтик.
Словацки е повлиян от култа към Торквато Тасо и неговия религиозно-философски монументализъм, от Ламартин, ирландеца Мур. По-късно от Уолтър Скот (повлиява отношението към историята и фолклорната фантастика), от Байрон. Трайно и решаващо е влиянието на Шекспир, от когото Словацки взима драматургичния образец.
Творчеството на Словацки е лирика, която той пише през целия си живот като един постоянен пътепис на настроението и вътрешния му мир, както и множество драми, поеми, лирико-епични и драматични поеми, библейска проза.

## Биография
Юлиуш Словацки е роден през 1809 г. и произлиза от средните слоеве на интелигенцията. Баща му е професор в лицея на Кременец, където се ражда и Словацки. По-късно практикува и във Вилненския университет, където и умира. След време майката на поета се омъжва повторно, отново за професор от същия университет.
Във възпитанието на Словацки съществено място заема литературата, образованието по право, изключителните му способности и не на последно място помощта на влиятелни хора.
Юлиуш Словацки започва работа като чиновник във Варшава, но тя е прекъсната от избухналото въстание. Той става „бард“ (бел.ред. – певец) на революционното движение. Изпратен е в Лондон като дипломатически куриер, оказва се в емиграция и с това е свързана неговата съдба до края на живота му. Двадесет години поетът поддържа постоянна кореспонденция с майка си, а тези писма се оказват истински шедьоври на епистоларното изкуство. Финансовата независимост, която Словацки получава благодарение на майка си, му позволява още през 1832/1833 г. да издаде в три тома „Поезии“, оттук той поема пътя на писателското поприще, от който не се отклонява до смъртта си.
Словацки обогатява постоянно знанията си, като твори, обикаляйки света. Той пише в Париж, по-късно работи в Швейцария, пътува в Италия, Гърция, Палестина и Египет (по следите на Байроновото романтично пътешествие). Това пътуване му позволява да разгърне цялата мощ на таланта си. Той се „явява поет на целия свят, защото търси параметрите на човечността и кралството на свободния дух на само в тесните рамки на нацията и дадената културна сфера“.
Последните години от живота си той прекарва във френската столица, от където през 1848 г. поема пътя към родна Полша, за да се срещне с майка си и да вземе дейно участие в Пролетта на народите. Туберкулозата, която го мъчи от години, го принуждава да се оттегли в Парине и след няколко месеца да „изгасне в изгнание“.

## Творчество
Живеейки в отшелничество, Ю. Словацки живее в света на литературата, той не се интересува от проблемите на деня, в същото време неговият живот е свързан с живота на угнетената родина. Романтикът вижда поражението на въстанието не като воля Божия и не като последствие от едни или други политически грешки, а като резултат от психическата слабост на поколението и вековните недостатъци на народния характер, по този начин се оформя и мнението и отношението му към емиграцията, която смята себе си за група избраници и водачи на народа. Той не вярва в действената им сила и освободителните им инициативи, за разлика от Мицкевич. Оттук произлиза и конфликтът между двамата поети. На всяка от ключовите творби на Мицкевич Словацки противопоставя своя. Диалогът помежду им е кръстопът на идеи за полската съдба и пътищата към бъдещето и миналото. Конфликтът е израз на несходство между два поетически натюрела.
В епохата на Романтизма, в която Словацки твори, са се сраснали представата за поезия и национална революция, едно постоянно състояние на неудовлетвореност у поета.
През 20-те години на ХІХ в. полското самосъзнание се оказва на кръстопът. Съизмерване на националния дух с метаморфозите на освободителните идеи. Полското художествено слово изпълнява апостолска роля.
Страданието на романтика е по-голямо от страданието на всички останали, но е по-малко от трагедията на разкъсаната му родина.
Поетите приемат позата на свещенослужители на полския романтизъм пред олтара на отечеството. Пътят на най-талантливите води към култа. Така се ражда и митологията на народното пророчество. По същия път се оформя и троицата на народните пророци на Полша – Мицкевич, Словацки и Крашински.
„Литературата е уникално свидетелство за истината на дадено човешко време, защото го извлича в безвремието на художествеността“.
Ю.Словацки изгражда своето културно съзнание и емоционална нагласа единствено в духа на романтичното мислене и модел на поведение. Той е романтик в точния смисъл на думата – остава неподчинен на правилата, запазва отчетлива самостоятелност на духа и словото.
Той пише с „есхатологичен привкус, философска елегичност, ювелирна словесност. Произведенията му носят белега на една непреодолима необходимост от изказ и възникват в мигове на гигантски душевни ерупции“ – Виктор Вайнтраут.
Основният акцент в творчеството му пада върху изгнаничеството и динамичната политическа обстановка, а видението е матрица за полската литература, което дава основание да се говори за силното влияние на Данте и неговата „Божествена комедия“ над народните пророци.
Безмилостната критичност и самокритичност на поета, проповядващ болезнени истини („Говоря, защото съм тъжен и виновен“), разбиват митове и легенди, с които живее емиграцията, а по-късно движението „Когато истински поляците въстанат“ свързва Словацки не с емиграцията, а с живота на угнетената родина.
Героите му са обладани от демонични инстинкти и хамлетовски раздвоения. Централен образ на автоидентификация е образът-архетип на ангела – символ на ефирната същност на човешката душа, на вечното притегляне към красотата и съвършенството. Красотата е жадуван и търсен от автора образ. Около ключовите образи у Словацки се активизират основните поетично-философски опозиции смърт-безсмъртие, форма-дух, история-мит, които имат статут на национални и универсални феномени.
В този живот, отдалечен от родната земя, едно от пристрастията на поета прави силно впечатление, а именно фантастичната привързаност към полската реч. Той болезнено изживява скъсването с родния език. На тази привързаност авторът придава форма на любовно увлечение, той е начинът Словацки да се приближава до лоното на безвъзвратно изгубеното отечество.

### Драматургия
Драматургията на великия творец от Кшеменец е област, в която поетът няма сродни предшественици. Словацки е създателят на съвременната полска драма.
Едно от доказателствата за това е, че от 14 тома „Съчинения“ на автора пет се падат на драматургичното му творчество, което обхваща 26 произведения. Тук влизат както произведения от пет действия, така и откъси с най-различна големина – от няколко десетки до няколко хиляди стихове. Оказва се, че този жанр заема повече от половината на поетичното му наследство.
Един от най-почитаните и успешни писатели, правили опит да създадат полска драматургия, е авторът на „Мендога“ и „Ванда“ – Еузебюш Словацки, който ще предаде увлеченията си на гениалния си син. Възпитаниците на класицистите начело с романтика Мицкевич приемат от тях предизвикателството да създадат трагична драматургия и посвоему да я реализират. Най-амбициозният опит, обединяващ елементи на история, фолклор и политика, е „Задушница“, но той се оказва само един опит и самият автор след излизането на „Част III“, официално изказва съжалението си, че на славянските народи все още не им достигат сили да създадат собствени драматургични произведения. През 1843 г. в своя лекция Мицкевич заявява, че „славянското племе скоро не ще дочака своя драматургия“ и че „досега такава драматургия не е създадена“.
И всичко това авторът на „Задушница“ казва през 1843 г. – десет години след като излиза „Мария Стюарт“, десет години след „Кордиан“, три години след „Лила Венеда“, в годината, когато се появява „Свещеник Марек“, т.е. в момент, когато възникването на съвременната полска драматургия е очевиден факт.
Именно заради издевателствата, които не са му спестявани, заради заобикалящото го убийствено мълчание, Словацки печата със собствени средства том след том или пълни с ръкописи чекмеджетата, откъдето повечето от тях биват извадени едва след смъртта му.
„Актьори, с цял ръст над могили“, които представят историята на Полша от нейната праисторическа люлка до епохата на писателя – до първата половина на ХІХ в., като понякога водят и към света извън Полша – към античния или ренесансов свят, това са героите на неговата драма.
Така разглежданата галерия от драматични портрети се открива от „Баладина“ /1839/ – първата от шестте трагедии, имащи за цел да представят историята на Полша. Нейно допълнение е малкият откъс „Крак“, а „Лила Венеда“ /1840/ представлява по-нататъшното звено на цикъла. Първата трагедия представлява обединяващо комедийни и трагични замисли фантастично предание, докато последната е мрачна трагедия, засягаща по зловещ начин проблемите на страната и народа, както и болезнена разплата с политическата действителност, в която живее самият Словацки.
В този цикъл поетът се опитва да забележи не само красотата на традиционните мотиви, но и основните черти на полския характер, така както авторът го разбира – детерминанта на бъдещата съдба на Полша.
От по-късните векове Средновековието е, което приковава вниманието на романтика. Словацки дебютира с трагедията „Миндове“, а отражение на младежкия възторг от прочитането на Мицкевич стават неголемите откъси от драми за „Валенрод“ и „Валтер Стадион“. Като прибавим и откъса от пиесата за руско-татарските отношения „Княз Михаил Тверски“, ще получим пет произведения за Средновековието, от които само „Миндове“ е изцяло завършена.
Епохата на Възраждането привлича слабо поета, затова единствената творба, посветена на тези векове, е „Самуел Зборовски“ – трагичен конфликт между правата на личността и правата на държавата.
Следващото десетилетие го привлича доста по-силно и той му посвещава една от най-популярните си трагедии – „Мазепа“ и откъсите от двете драми „Ян Кажимеж“ и „Златният череп“.
Най-интензивният период от драматургичното творчество на Словацки съвпада с времето, когато писателите от страната и в емиграция се възхищават от Барската конфедерация. Поетът не остава равнодушен и написва още три пиеси. Първата от тях представлява откъс от две действия и има същото заглавие, както поемата „Беньовски“, следващите две пиеси са „Свещеник Марек“ и „Сребърният сън на Саломея“, които в известен смисъл представляват едно цяло поради това, че първата е посветена на конфедерацията и нейното значение в историята на борбите за независимост, а другата – на пагубния разрив между полския и украинския народ.
Темата на драмите „Хорщински“, „Кордиан“ и „Лила Венеда“ представлява борбата за независимост – от бунта на Косцюшко до Ноемврийското въстание.
Трябва да допълним картината и с няколко опита в областта на чуждата история, а именно –старогръцката „Агесилай“, след това ренесансовата „Мария Стюарт“ и „Беатриче Ченчи“, освен това на Словацки принадлежат и два превода: малък откъс от „Макбет“ и „Несломимият княз“.
Борбата на живот и смърт между два народа, антагонизмът между две поколения, чиято съдба ги заставя да заложат на най-високата политическа цена, конфликтът между синовните задължения и патриотизма, трагичната борба между противоречиви чувства от рода на любовна страст и ненавист, мечти за големи дела и хамлетовска колебливост, проблемът за предводителството и тясно свързаните с него етични усложнения – ето кръга от мотиви и теми, които са типични за драматургията на Словацки. Всички те имат трагичен характер, тъй като са основни елементи на високоиндивидуализираните образи – герои и героини, които със своя живот и страдания предизвикват живото съчувствие на зрителя или читателя.
Словацки използва мелодраматичните елементи като инструмент, с който се показва целият ужас на живота, задушаващ най-благородните черти на човешката душевност. Драматургът придава на тези елементи ролята на засилени в нечовешка степен фактори, като с тяхна помощ достига впечатлението за трагизъм.

### Поезия на въстанието
Погледа приковава цикълът от лирически произведения, свързани с Ноемврийското въстание. Още начинаещ, поетът посреща събитието с „Химн“, един тържествен и несръчен пример на класицистична поезия, в който обаче се обединяват рицарската традиция от „Богородица“ със съвременните революционни идеи. Тази песен прокламира важни политически концепции. Тя е изцяло републиканска по дух и атакува „от кръв ръждясалите корони“ – т.е. реакционния роялизъм. Бързо след това поетът променя отношението си към това голямо събитие, но макар и разочарован от неговата идеология, съумява да оцени достойно неговите герои. Акцентирането на моментите на трагичност, величие и печал се чувства много силно в мелодичната „Песен на Вацлав Живуски“ и се задълбочава още повече в по-късните му произведения – „Погребението на капитан Майзнер“ или „Совински в окопите на Воля“.
Част от въстаническата лирика на Словацки са неговите политически стихотворения, причислявани към шедьоврите на този автор. Един от най-популярните става откъсът от дневника „Пътуване из Изтока“, наречен „Гробницата на Агамемнон“ /1840/. Усеща се силна атака срещу традиционния сарматизъм, който води народа към унищожение. Тези размишления пробуждат у поета изблик на неудържим и болезнен гняв.
Към същата категория произведения принадлежи и „Успокоение“ – най-красивата възхвала на Варшава и на нейните революционно-кошчушковски традиции.
Подобни лирични произведения авторът има много и те представляват своеобразен дневник на поета изгнаник, предвестник на революцията, вярващ напоклатимо в бъдещето, въпреки че болезненият му житейски опит подсказва, че „пламти само сърцето“.

#### „Кордиан“
Една от ранните творби на автора, родена по време на швейцарския период. В нея се съдържат важни моменти от идейния диалог между Мицкевич и Словацки.
„Кордиан“ – отговор на „Задушница“ Част Трета и на „Книги за полския народ и полското полигримство“ (месианистична визия на Мицкевич за ролята на Полша и за смисъла на нейните Христови мъки като изкупителна саможертва и залог за безсмъртие).
Името Кордиан е символично – то идва от латински „kord“ – сърце. Героят носи типичните черти на поколението – свързан с т.нар. Коронационен заговор – май 1829 – предшестващ Ноемврийското въстание. На героя Кордиан е присъщ хамлетовският синдром на раздвоението. Той завършва живота си в болница. В драмата и в поучителните разговори на стария слуга са визирани многострадалните пътища на полската съдба, която търси водачи на своите надежди, но попада в пясъците на пустинята под знамето на Наполеон. В драмата са цитирани известните думи, запомнени като мото в историята на откриването на Египет: „Гледайте, войници, от върха на пирамидата ви гледат сто века човешка история!“. Картини на полското страдание, които Словацки ще развие в „Анхели“.
В драмата се разкриват важни черти от романтичната психика на поколението (нещастната любов, водеща до опит за самоубийство – Лаура и Кордиан). Героят се бори с Нищото. Страхува се да бъде Никой. Неговият девиз – „Трябва да победиш днес, за да доживееш до утре!“. Смъртта е двулика – гледа го като небето над главата му, отразено във водите – т.е. примамващата сила на бездната, която превръща романтиците и техните герои в удавници. Кордиан се застрелва. Аналогията с метаморфозата на Густав – Кордиан в „Задушница“ – за Романтизма е характерно, че е период, който се вживява в стихията на движението и промяната.
Промяната тук се изразява в израстването на героя, което води до изпълване на неговата същност със социално съдържание. Кордиан се слива с революционниете дилеми на Ноемврийското въстание. В своята биография героят (акт втори) е в Лондонския Джеймс парк – чете „Крал Лир“ и иска да Вижда като Шекспир.
Хазартният синдром – оказва се, че е проиграл всичките си пари, включително и скъпоценностите на своята любовница Виолета.
Срещата с Папата символира полския протест срещу действителното осъждане на въстанието. Тук папагалът олицетворява лицемерната набожност. Папата проклина поляците и техните якобински кълнове. Възмутен Кордиан (тук е в ролята на турист) разпилява шепата полска земя, предава я на четирите световни ветрове като свещен мъченически прах.
Кулминацията се изразява в монолога на Кордиан на връх Монблан – тя е паралел на Великата Импровизация. Диалогизира с месианистичната идея на Мицкевич – показва пропастта, която дели генерацията на поетите-пророци – водачи на революционно-освободителната борба, от Реализацията на идеите т.е. неусъвършенствания идеал, затворен в поезията и откъснат от действителната самозаблуда – идеал на единицата, отделена от действително движещите сили на осъществяването. Мъката на народа не е Христова жертва, тя е наследство от греховете на бащите – бреме на миналото. Романтичният син осъществява метафизичния бунт спрямо Бога. Действието има двойствен смисъл – то е и бунт, и престъпление – т.е. бунтът срещу Бащите и бунт срещу миналото.
Когато Словацки изчерпва творческия заряд на швейцарската ситуация, заминава за Рим – Вечният град, едно от пристанищата на полския романтичен дух, известен с древния и християнския си образ. Първият повече впечатлява Словацки, зад него са скрити културите, които Рим спасява и съхранява. Романтично е въздействето на руините, които за поета са населени с духове. Посещава гробовете на Кийтс и Шели, размишлява върху съдбата им. Нарича първия меланхолик, а втория безбожник. Въображението на Словацки населява света с романтични образи, с мисли за историята, с болезнените знаци на спомените и носталгията.
В тази драма се съдържа най-кратката в историята на световната литература сцена, сведена до един израз – клетвата на Царя в конституцията. Значението ѝ има ключов характер: ако не е клетвата, Царят не би станал полски крал и централният конфликт между верните на короната и революционерите не би имал драматична мотивировка. Втората сцена представлява монологът на Кордиан пред вратите на царската спалня. Там, където не само Расин, но и Шекспир би се задоволил с монолог на младия войник, Словацки създава необикновено пластична и живописна сцена на приведения – Царя и Великия княз, представлява шедьовър на психологическия реализъм; тази сцена е особена не само с това, че въвежда в произведението живия и общоизвестен образ на всеруския цар, но тя е и майсторски изградена драма – диалог, с който могат да се сравнят малко произведения на новата европейска драматургия. Трябва да споменем и завършващата драмата сцена от няколко стиха, за която Гомулицки написа някога, че самата тя представлява завършено драматично произведение.

#### „Анхели“
Поема, написана в стил „библейска проза“ след извършеното от Словацки бдение на Божи гроб. Състои се от 17 фрагмента. Рефлексия върху живота и саможертвата на Христос. Една от главните теми: полската митология на жертвата. „Равносметката на въстанието и размисъла върху съвремието прерастват в мегавизия на полската съдба.“ Боян Пенев определя поемата като серафична, оценява я като: „анализ и самоанализ на полската душа“.
„Анхели“ изнася на преден план преживяванията на група полски изгнаници, които са захвърлени в безбрежните снегове на сибирската земя и са осъдени не толкова на изгнание, колкото на унижение. Тук авторът прави най-истинския си авторитет и визуализира образа на полската душа като образ на ангел, който върви по лунната пътека, за да се върне в родината си.
Поемата е композирана по Дантев маниер, дотолкова подробно, че Словацки счита за необходимо да даде към поемата коментар, поясняващ нейните символични сцени. Освен Библията, „Божествена комедия“ и „Елоа“ от Алфред дьо Вини, Словацки използва в ролята на прототекст старополски легенди (за предрешените ангели, които благословили подстригването на Жемовит. Словацки ги превръща в божествени пратеници, които се явяват в ключови за полската съдба моменти).
Героите сами подписват смъртната си присъда, като се поддават на мистично умопомрачение, което ще ги доведе до зловещо убийство: разделени на три партии, те ще признаят първенството на привържениците на онзи, който умре последен (сцената с трите кръста). Безпътицата и разногласието довеждат в крайна сметка остатъците от групата до людоедство, което слага край на тяхното съществуване.
В лицето на тримата водачи на политическите партии можем да открием карикатурното изображение на Чарториски, Лелевел и Мицкевич – представителите на аристократичното, демократичното и християнското течение. Тази сатира потвърждава, че откъснатата от страната и живееща с илюзии емиграция въпреки всичките си усилия е обречена на унижение, като това може да се търси както в историческите събития, така и в собственото ѝ безсилие. Въпреки това поемата „Анхели“ не завършва с отчаяние и безнадежден песимизъм. Гибелта на емиграцията не означава унищожение на народа, който ще се възроди тогава, когато светът бъде обхванат от пламъците на революцията, когато народът вземе думата. В края на поемата е предвестникът на новата епоха – призракът на рицаря със знаме в ръка, върху което блестят три огнени букви и които според коментара на поета означават „ЛЮД“ [Lud (пол.) – народ].
Другият пласт от мотиви, върху който е изградена сибирската поема, представлява неговият основен, положителен идеологически компонент. Полските изгнаници срещат Шамана, който е жрец и водач на сибирския народ, но се превръща в ясновидец, който разкрива истини за полската историческа съдба. Шаман е избрал между изгнаниците непорочния юноша Анхели заради ангелическия образ на Душата му и заедно с него посещава местата за мъчения на полския народ, за да опознае неговата участ. Героичната двойка Шаман – Анхели, Водачът – Посветеният. Освен като пророк, Шаманът действа и като магьосник. Чудесата му носят идеи за възмездието, вината, съвестта. Чудото с ябълката, с изгорения поп. Шаманът е близък до Мойсей, а Анхели – до Христос.
След смъртта на Шаман Анхели се отделя заедно с Еленай (бивша престъпница, жената, която обиква Шамана в последния му час; напомня Мария Магдалена със своята безгранична преданост и религиозност) в сибирската пустиня, а след нейната смърт го очаква самотност, която само ангелите прекъсват, те идват, за да предизвестят изгнаниците за техния близък край. Анхели няма да дочака освобождението си, тъй като е „предопределен за жертва“, и както всички други изгнаници той трябва да загине, но смъртта му ще е различна от тяхната. Неговото предназначение е да съхрани най-важните добродетели на своите съвременници и да ги предаде на идните поколения. Анхели е инструмент, избран от народната поезия, той е неин символ, който ще свърже новите поколения с миналото. По този начин сибирската поема става нова „книга за полското пилигримство“, която отхвърля концепцията на Мицкевич или най-малкото я свежда до възгледа, че емиграцията не ще може да създаде нова Полша, но чрез литературното си творчество ще ѝ предаде това, което в миналото е било най-ценно и което ще бъде потребно за бъдещето на народа. Тъкмо тази оптимистична развръзка притъпява сатиричното острие на „Анхели“ и над антипатията и порицанието към обкръжението на автора взимат връх дълбокото съжаление и съчувствието; с една дума – ироничният сатирик е засенчен от поета, от великия хуманист, който е влюбен в своя народ и в творческите си визии обхваща както неговото минало и настояще, така и неговото бъдеще.
В библейската ориентация на автора решаващо е чувството за „божията виновност“. Чрез ангелическия автотематизъм на Словацки полската литература разпознава една от същностните си образно-философски посоки. Боян Пенев казва за поемата: „Както и в други свои творби, така и тук, Словацки тръгва не от една идея, а от едно видение. Съвършен тип на поет-ясновидец, пленен от своите образи... Те не са въплъщения на отвлечени идеи, а същински библейски прозрения, родени в бездните на една свободна, неовладяна фантазия“. И още: „Словацки не би могъл да ни спаси от тъмната прелест на своята поезия“, цитирайки едно от признанията на поета: „Може би съм избран да ги науча на нещо по-високо: значението на скръбта и нейната красота“.

### Лирика
Събраните произведения на Словацки започват да излизат от 1866 г., когато въз основа на поетовите ръкописи Антони Малецки публикува първите от тях. Те показват творчеството на автора откъм най-малко известната му страна – лириката на поета, която всъщност най-добре представя изключителността му на писател и човек.
Придобитата изведнъж популярност на лирическите му произведения стават причина за крайно едностранчивата представа за поета като пламенен патриот, но мрачен и влюбен в себе си и собствените си преживявания меланхолик.
Публикуваните приживе две лирически произведения са „Химн на залеза на слънцето“ и „Моето завещание“. Първото представлява част от дневника на едно пътуване по море, изпълнено с меланхолия и покорност в чест на Бога. Този химн е болезнена жалба на емигранта изгнаник, осъден от съдбата на несретничество и скитничество. Другата елегия представлява изпълнено с благороден патос кредо за значимостта на собствения живот, изпълнен с „фаталната“ сила на голямата поезия, която преобразява действителността в нови и съвършени форми.
Същите тези идеи са конкретизирани и намират отражение в голямата полемична поема, отправена срещу някогашния приятел Крашински, когато двамата автори се оказват в противоположни лагери.
Крашински публикува римуваните си трактати „Псалми на бъдещето“ /1845/, в които критикува възгледите на демократичнореволюционния Хенрих Каменски и порицава антифеодалното движение и предсказанието за социална революция. Крашински признава само лозунга „полският народ е с полската шляхта“.
Тук Словацки се намесва със страстния си памфлет, озаглавен „Към автора на „Три псалма“. Произведението е разработено изключително старателно, издадено е без знанието на автора и е признато от самия Крашински за едно от „несравнимите чудеса на полския език“. Това произведение прокламира превъзходството на революционните принципи над страхливата политика на консерваторите.
Най-нежните и най-трудно доловимите човешки чувства и настроения на отделната личност и на масите намират място в лириката на Словацки и са предадени по най-съвършен начин.
Разгънатостта на лириката на поета изразително доказва, че по призвание нейният автор е епик, който реагира живо на заобикалящия го обществен живот.
Едновременно с ранната му лирика се появяват и първите епически опити под формата на поеми, изградени върху модерните за онова време ориенталски и исторически мотиви – „Хуго“, „Монах“, „Арабинът“, „Ян Белецки“, „Змия“ и „Ламбро“. Те са платената дан на модата. В две от произведенията („Ян Белецки“ и „Змия“) смело се разгръща темата, засягаща чужда за тогавашната поезия област – света на психологическия анализ.
В автобиографичната повест „Час на размисъл“ и в „Ламбро“ Словацки се опитва по свой начин да обясни слабостта на поколението, страдащо от хамлетовска атрофия на волята.
Формата на стихотворната новела обаче като че ли най-приляга на Словацки, защото през по-късните години той на няколко пъти се връща към нея, но с разликата, че вече отхвърля романтичната поема и набляга особено на психологията на чувствата и създава реалистични разкази. Тази нова позиция на автора се ражда във връзка с работата на поета над драматичните му произведения. Тя ражда сборника „Три поеми“, който включва „Вацлав“, „В Швейцария“ и „Бащата на чумавите“.
Второто произведение показва историята на една любов – от първата среща до брака и преждевременната смърт на младата жена. Поетичното изображение напомня методите на средновековната лирика.
Нещо от тази техника откриваме и в последната от „трите поеми“ – повест със сюжет от пътуването на автора из Ориента – истинско събитие, на което Словацки присъства по време на престоя си на египетската граница заради поставена карантина. Разказва историята на нещастен арабин, който изгубил цялото си семейство – седемте си деца и жена си, става самотен скитник.
И двете произведения са издържани в същата тоналност както в „Химн за залеза на слънцето“ и макар да имат формата на по-голяма епическа поема, те съдържат настроението, присъщо на късите лирически произведения.
Десет години по-късно Словацки се връща към подобна тематика в поемата репортаж „Разговор с майка Микрина Мечиславска“ – разказ на мнимата игуменка за униатските монахини, избити в Беларус след невероятни изтезания. По-късно тези признания се оказват лъжа, но в творбата авторът ги е подкрепил, изяснил и подплатил със силни художествени факти и доказателства.
В творчеството му намират място също така и тонове на остра ирония и сатира, а понякога на шега и хумор. На тях полската литертура дължи две произведения с голяма художествена стойност. Едното е „Пътуване из Изтока“ – поетичен дневник, чиито идеи трябвало да получат нова и по-съвършена форма в поемата „Беньовски“.
„Пътуване из Изтока“ показва Словацки откъм нова и неочаквана страна – като отличен разказвач хуморист, който със спокойна усмивка наблюдава компанията от палубата или описва неудобствата в балканския хотел. Освен тези откъси се срещат и лични изповеди и отклонения, на които авторът гледа с насмешка, срещат се изказвания с политически характер, които осмиват отношенията сред емиграцията, тук е и могъщият манифест на вярата в бъдещето на Полша – „Гробницата на Агамемнон“.
Същите елементи се появяват отново след години, когато следвайки всеобщия интерес към Барската конфедерация, Словацки пристъпва към работата над „Беньовски“. Поемата е написана в октави, историята остава на заден план, като върху нея се изграждат все по-нови и по-изненадващи идеи. Образът на Беньовски и участието му в конфедерацията са дадени съвсем скицирано. В произведението украинските национални герои Сава и Вернихора взимат превес над Беньовски, а конфедерацията се засенчва все повече от казашкия бунт, който придава на „Барската Илиада“ (както сам Словацки нарича поемата си) мрачен исторически и епически оттенък.
Всъщност произведението не говори за Беньовски, а за Юлиуш Словацки – за неговата младост и по-сетнешен живот, за неговите приятели и близки, за „любимата от първите дни“ и за любимата майка, за неговите противници и неприятели, за неговото отношение към литературата и към емиграцията.
Поемата „Беньовски“ (замислена в 44 песни) поетът не довежда „докрай и порядък“, в резултат на това, че по време не работата по нея настъпва „трансфигурация“, Словацки се приближава до товянизма и изгражда собствена философска система. Той прави усилие да изрази тези промени в неголямата поема „Поет и вдъхновение“ и в произведението със значителни размери „Теогония“ или „Философска поема“.

### Късни мистични творби
Проблемът за изгубеното отечество ни отвежда към типичната за романтизма област, която в биографията на Словацки е изключително важна и оригинална – в света на неговата мистика, т.е. философската система, която авторът създава към края на своя живот, в нея той вярва и което е най-важното – тя става основа на неговото творчество.
Схващането за физическия и моралния порядък са най-цялостно разгледани в „Генезис от Духа“, където историята на вселената получава формата на разказ за действията на проявяващия се в многобройни форми дух творец. Поетът идеалист и спиритуалист показва как духът се материализира в природните явления. Достоверността им доказва чрез поетични идеи и с изводите на естетикът материалист Чарлз Дарвин.
Топосът е скала на брега на океана, действието е разходка на духовете, стремящи се към връщане в Абсолюта. Те в своето движение са обречени на самотност, а самият Абсолют рядко се намесва. Безсмъртието за човека-форма е завръщане към Абсолюта. За това Христовата цивилизация е по-висша, защото се грижи за Душата. Полша носи във висша степен тази душеспасителна идея и проправя пътя на човечеството към морално усъвършенстване.
Части от концепцията на метемпсихозата (от гръцки – според вярванията на индуси и др. народи – преселване на душата от едно тяло в друго или в друго живо същество след смъртта на човека) и идеята за прераждането на духа на силните представители на човечеството, върху което ще се опира развитието и прогреса на цивилизацията, последен стадий на която ще бъде „новият Йерусалим“ – Божието царство на земята, се разглежда в трактати и поетически произведения.
В „Крал Дух“ генезисната идея за Абсолюта е проектирана в полската история, в която един Крал Дух се преражда във всеки следващ крал. Така се постига полският път за морално пречистване и просветление.
Както много други писатели романтици, така и Словацки в края на живота си става мистик и изгражда своя религия, която почива върху общите принципи на християнството, но не се покрива с никоя религия и значително се различава от католицизма.
В резултат на това Словацки върви по пътища, близки до тези на Адам Мицкевич и Анджей Товянски (когото счита за свой учител), но с тази разлика, че когато те затъват в блатото на празното умосъзерцание, той създава мащабни поетически видения, в основата на които лежат търсенията на морално съвършенство в живота на личността и народа и любов към всичко, което води към това съвършенство.
Едва към 1909 г., на честването на стогодишнината от раждането на поета, неговата слава достига своя връх, а произведенията от последните години на живота му започват да събуждат всеобщо възхищение. Той се явява в нова светлина – като предвестник и глашатай на новите естетически и философски възгледи, осъзнал своята роля и убеден, че негова „ще бъде след смъртта победата“.

### Драми
- „Maria Stuart“
- „Kordian“ (1834, поставена 1899)
- „Balladyna“ (1835, публикувана 1839, поставена 1862)
- „Horsztyński“ (1835, публикувана 1866)
- „Mazepa“ (1840, поставена на унгарски 1847, поставена на полски 1851)
- „Lilla Weneda“ (1840, поставена 1863)
- „Fantazy“ (1841, публикувана 1866, поставена 1867)
- „Sen srebny Salomei“ (1844, поставена 1900)
- „Książę Niezłomny“ (1844, поставена 1874)
- „Samuel Zborowski“ (1845, публикувана 1903, поставена 1911)

### Поезия
- „W Szwajcarii“ (1839)
- „Król-Duch“ (публикувана частично 1847; изцяло 1925)
- „Podróz do ziemi świętej“ (1866)